# トーク・オン・コーナーズ
『トーク・オン・コーナーズ』（Talk on Corners）は、アイルランドのバンド、ザ・コアーズが1997年に発表した2作目のスタジオ・アルバム。1997年当時は13曲（日本盤はボーナス・トラックを加えた15曲）が収録されていたが、1998年4月にはフリートウッド・マックのカヴァー曲「ドリームス」を追加収録した再発盤がリリースされて、同年6月にはアメリカでも本作がリリースされた。また、1998年11月にはスペシャル・エディション盤もリリースされている。

## 背景
前スタジオ・アルバム『遙かなる想い』（1995年）に引き続き、デイヴィッド・フォスターとザ・コアーズのメンバーであるジム・コアーがプロデュースに参加した。また、本作では更に、セリーヌ・ディオンとの仕事で知られるビリー・スタインバーグや、アラニス・モリセットとの仕事で知られるグレン・バラード等も参加した。
「リトル・ウィング」はジミ・ヘンドリックスのカヴァーで、同曲のレコーディングにはチーフタンズのメンバーが参加している。

## 反響
全英アルバムチャートでは1997年11月1日付で初登場7位となり、翌週にはトップ10から落ちるが、再発盤のリリース後に再びトップ10入りして、1998年6月から9月にかけて合計6週1位を獲得し、更にスペシャル・エディション盤リリース後の1999年にも1位に達した。イギリスではその後もセールスを伸ばし、英国レコード産業協会が発表した、1956年7月28日から2009年6月14日までの期間で最も売れたアルバム40において、本作は19位にランク・インした。
オーストラリアのアルバム・チャートでは、1997年11月9日付で初登場3位に達した。ニュージーランドのアルバム・チャートでは、1997年11月23日付で初登場9位となり、1998年4月にはチャート圏外に落ちるが、1999年4月に再びチャート・インして、同年6月6日付で1位を獲得した。

## 収録曲
特記なき楽曲はザ・コアーズ作。「ドリームス」はオリジナル盤には未収録で、1998年の再発盤より追加収録された。
1. 夢の中で抱きしめて - "Only When I Sleep" (The Corrs, Oliver Leiber, Paul Peterson, John Shanks) - 4:24
2. ホエン・ヒーズ・ノット・アラウンド - "When He's Not Around" - 4:25
3. ドリームス - "Dreams" (Stevie Nicks) - 4:01
4. ホワット・キャン・アイ・ドゥ - "What Can I Do" - 4:18
5. アイ・ネヴァー・ラヴド・ユー・エニウェイ - "I Never Loved You Anyway" (The Corrs, Carole Baker Sager) - 4:26
6. ソー・ヤング - "So Young" - 3:53
7. ドント・セイ・ユー・ラヴ・ミー - "Don't Say You Love Me" (The Corrs, C. B. Sager) - 4:39
8. ラヴ・ギヴス・ラヴ・テイクス - "Love Gives Love Takes" (The Corrs, Dane DeViller, Sean Hosein, O. Leiber, Stacey Piersa, Elliot Wolff) - 3:42
9. ホープレスリー・アディクテッド - "Hopelessly Addicted" (The Corrs, O. Leiber) - 4:03
10. パディー・マッカーシー - "Paddy McCarthy" - 4:58
11. インティマシー - "Intimacy" (Billy Steinberg, Rick Nowels, Neil Geraldo) - 3:57
12. クイーン・オブ・ハリウッド - "Queen of Hollywood" (The Corrs, Glen Ballard, D. DeViller, S. Hosein) - 5:02
13. ノー・グッド・フォー・ミー - "No Good for Me" - 4:00
14. リトル・ウィング - "Little Wing" (Jimi Hendrix) - 5:09

### 日本盤ボーナス・トラック
「ドリームス（ティーズ・ラジオ・ミックス）」は、1998年の再発盤より追加収録された。
1. リメンバー - "Remember" - 4:03
2. ホワット・アイ・ノウ - "What I Know" (G. Ballard, Siedah Garrett) - 3:50
3. ドリームス（ティーズ・ラジオ・ミックス） - "Dreams [Tee's Radio]" (S. Nicks) - 3:54

## トーク・オン・コーナーズ〜スペシャル・エディション〜
『トーク・オン・コーナーズ』収録曲のリミックス・ヴァージョンや、ザ・コアーズのデビュー曲「ランナウェイ」のリミックス・ヴァージョン等を含む内容で、ヨーロッパでは1998年11月に発売された。1999年2月に発売されたアメリカ盤は、ヨーロッパ盤とは内容が異なる。
アメリカでは、このスペシャル・エディション盤をきっかけにザ・コアーズの名が広まり、Billboard 200においてバンドにとって初のトップ100入りを果たした。日本では、ザ・コアーズの2001年2月の日本公演に合わせる形で、2001年1月24日に発売された。

### 収録曲

#### ヨーロッパ盤・日本盤
1. ホワット・キャン・アイ・ドゥ（ティン・ティン・アウト・リミックス） - "What Can I Do (Tin Tin Out Remix)" - 4:12
2. ソー・ヤング（K-Klassリミックス） - "So Young (K-Klass Remix)" - 4:12
3. 夢の中で抱きしめて - "Only When I Sleep" - 4:23
4. ホエン・ヒーズ・ノット・アラウンド - "When He's Not Around" - 4:26
5. ドリームス（Tee'sラジオ） - "Dreams (Tee's Radio)" - 3:53
6. アイ・ネヴァー・ラヴド・ユー・エニウェイ - "I Never Loved You Anyway" - 4:26
7. ドント・セイ・ユー・ラヴ・ミー - "Don't Say You Love Me" - 4:39
8. ラヴ・ギヴス・ラヴ・テイクス - "Love Gives Love Takes" - 3:43
9. ランナウェイ（ティン・ティン・アウト・リミックス） - "Runaway (Tin Tin Out Remix)" - 4:45
10. ホープレスリー・アディクテッド - "Hopelessly Addicted" - 4:03
11. パディー・マッカーシー - "Paddy McCarthy" - 4:59
12. インティマシー - "Intimacy" - 3:57
13. クイーン・オブ・ハリウッド - "Queen of Hollywood" - 5:02
14. ノー・グッド・フォー・ミー - "No Good for Me" - 4:00
15. リトル・ウィング - "Little Wing" - 5:07

#### アメリカ盤
1. "What Can I Do (Tin Tin Out Remix)"
2. "Only When I Sleep"
3. "So Young (K-Klass Remix)"
4. "Dreams (Tee's Radio)"
5. "Runaway (Tin Tin Out Remix)"
6. " I Never Loved You Anyway"
7. "Paddy McCarthy"
8. "Queen of Hollywood"
9. "Hopelessly Addicted"
10. "When He's Not Around"
11. "No Good for Me"
12. "Little Wing"

## 参加ミュージシャン
- アンドレア・コアー - ボーカル、ティン・ホイッスル
- シャロン・コアー - ヴァイオリン、バッキング・ボーカル
- キャロライン・コアー - バウロン、ドラムス、バッキング・ボーカル
- ジム・コアー - ギター、キーボード、プログラミング、アコーディオン

アディショナル・ミュージシャン
- オリヴァー・リーバー - ギター、プログラミング
- ジョン・シャンクス - ギター、エレクトリック・マンドリン
- ポール・ピーターソン - ベース、キーボード
- デイヴィッド・フォスター - キーボード、シンセベース
- レオ・ピアーソン - プログラミング
- Felipe Elgueta - プログラミング
- マイケル・トンプソン - ギター、オルガン
- ピーター・ラフェルソン - プログラミング
- アンソニー・ドレナン - ギター
- ジョン・ロビンソン - ドラムス
- ティム・ピアース - ギター
- 屋敷豪太 - ドラムス
- ディーン・パークス - ギター
- John Gliutin - キーボード
- ランス・モリソン - ベース
- マット・ローグ - ドラムス
- ジェフ・ハル - キーボード、ストリングス・アレンジ
- リック・ノウェルズ - ギター
- ジョージ・ブラック - プログラミング
- スージー片山 - チェロ
- リサ・ワグナー - チェロ
- ルイス・コンテ - パーカッション
- デイン・デヴィラー - ギター、プログラミング
- ショーン・ホセイン - プログラミング
- マット・チェンバレン - ドラムス
- キース・ダフィ - ベース
- パディ・モローニ - イリアン・パイプス、ティン・ホイッスル
- デレク・ベル - ハープ
- ショーン・キーン - フィドル
- マーティン・フェイ - フィドル
- マット・モロイ - フルート
- ケヴィン・コーネフ - バウロン